# Nenad Milijaš
Nenad Milijaš (em sérvio:  Ненад Милијаш; Belgrado, 30 de abril de 1983).